# David Storl
David Storl (* 27. Juli 1990 in Rochlitz) ist ein ehemaliger deutscher Kugelstoßer. 2011 wurde er bei den Weltmeisterschaften im südkoreanischen Daegu als erster Deutscher in dieser Disziplin Weltmeister. Mit 21 Jahren wurde er der bis dahin jüngste Welt- und Europameister im Kugelstoßen und der erste Kugelstoßer, der beide Titel gleichzeitig trug. 2013 verteidigte er seinen Weltmeistertitel in Moskau.

## Berufsweg
Bis 2010 besuchte er das Sportgymnasium Chemnitz. Seit September 2010 ist er bei der Bundespolizei angestellt.

## Sportliche Karriere
David Storl ist 1,98 m groß und hat ein Wettkampfgewicht von etwa 120 kg (Februar 2012). Er startet für den SC DHfK Leipzig. Trainiert wurde er über zehn Jahre bis Ende August 2017 von Sven Lang.

### Frühe Jahre
Storl wuchs im Seelitzer Ortsteil Döhlen auf. Er begann seine sportliche Karriere als Mehrkämpfer beim VfA Rochlitzer Berg, konzentrierte sich jedoch nach dem Tod seines damaligen Trainers ab 2006 auf das Kugelstoßen.
2007 siegte er bei den U18-Weltmeisterschaften in Ostrava mit der 5-kg-Kugel. Mit seiner Siegesweite von 21,40 m verbesserte er den deutschen B-Jugendrekord von Ralf Bartels um zwei Zentimeter. Bei den Juniorenweltmeisterschaften 2008 in Bydgoszcz gewann er mit einer Weite von 21,08 m die Goldmedaille im Kugelstoßen mit der 6-kg-Kugel.
Am 13. Juni 2009 erzielte Storl bei der DLV-Juniorengala in Mannheim zwei Juniorenweltrekorde. Im zweiten Versuch stieß er die 6-kg-Kugel auf 22,18 m und übertraf damit den elf Jahre alten Rekord des Kroaten Edis Elkasević um 22 Zentimeter. Damit war Storl der erste Jugendliche, der die 22-Meter-Marke überwinden konnte. Im dritten Versuch verbesserte er sich erneut auf 22,34 m. Vier Wochen später verbesserte er den Rekord um weitere 39 Zentimeter auf 22,73 m. Kurz darauf siegte er bei den Junioreneuropameisterschaften in Novi Sad mit einer Weite von 22,40 m, einem neuen Veranstaltungsrekord, und mit über zwei Metern Vorsprung vor dem zweitplatzierten Ukrainer Mykyta Nesterenko. Nachwuchs-Bundestrainer Dietmar Chounard bezeichnete Storl als „Jahrhunderttalent“, und ehemalige deutsche Spitzenathleten wie Udo Beyer und Franka Dietzsch zeigten sich von seiner Leistungsentwicklung beeindruckt.

### Etablierung im Erwachsenenbereich
Im Sommer 2009 begann sich Storl auch im Erwachsenenbereich mit der 7,26-kg-Kugel zu etablieren. Bei den Deutschen Meisterschaften in Ulm belegte er mit einer Weite von 19,84 m den dritten Platz hinter Ralf Bartels und Peter Sack. Nur einen Tag später, am 6. Juli 2009, stellte er einen weiteren U20-Weltrekord auf, dieses Mal mit der 7,26-kg-Kugel. Mit 20,43 m übertraf er in Gerlingen die elf Jahre alte Rekordmarke des Südafrikaners Janus Robberts um vier Zentimeter. Am 3. August gab der Deutsche Leichtathletik-Verband (DLV) Storls Nominierung für die Weltmeisterschaften 2009 in Berlin bekannt. Dort schied er bereits in der Qualifikationsrunde aus.
Bei den Deutschen Hallenmeisterschaften 2010 in Karlsruhe wurde Storl Zweiter und steigerte seine Hallenbestleistung auf 20,77 m. Damit gelang ihm die Qualifikation für die Hallenweltmeisterschaften in Doha, wo er im Finale mit einer Weite von 20,40 m den siebten Rang belegte. Auch im Freien sicherte er sich den zweiten Platz bei den Deutschen Meisterschaften in Braunschweig. Bei den Europameisterschaften in Barcelona wurde er zunächst Fünfter, rückte dann wegen der Doping-Disqualifikation von Andrej Michnewitsch einen Platz vor. Im September 2010 erkrankte Storl am Pfeiffer-Drüsenfieber. Erst Ende Februar 2011 konnte er bei den Deutschen Hallenmeisterschaften in Leipzig in den Wettkampfbetrieb zurückkehren. Dort gewann er mit einer Weite 20,70 m den Titel vor Ralf Bartels und erfüllte zugleich die Qualifikationsnorm für die Halleneuropameisterschaften in Paris. Dort musste er sich Bartels zwar wieder geschlagen geben, errang jedoch als Zweitplatzierter mit 20,75 m seine erste internationale Medaille im Erwachsenenbereich.

### Aufstieg in die Weltspitze
In der Freiluftsaison 2011 begann Storl, Bartels die Position des führenden deutschen Kugelstoßers streitig zu machen. Im Juni besiegte er Bartels zunächst bei einem Wettkampf in Kassel und kurz darauf in Göteborg, wo er mit 21,03 m erstmals die 21-Meter-Marke überwand. Damit setzte er sich zwischenzeitlich an Platz acht der Weltjahresbestenliste und Platz drei der europäischen Jahresbestenliste. In der Folge erhielt er vom DLV den Vorzug bei der Nominierung für die Team-Europameisterschaft in Stockholm. Dort gewann er das Kugelstoßen mit der Einstellung des Meisterschaftsrekords von 20,81 m vor dem polnischen Olympiasieger Tomasz Majewski und dem belarussischen Europameister Andrej Michnewitsch. Dennoch verzichtete er eine Woche später nicht auf einen Start bei den Deutschen Juniorenmeisterschaften in Bremen, wo er mit 20,53 m wie erwartet zum dritten Mal in Folge einen ungefährdeten Sieg verbuchte. Auch bei den U23-Europameisterschaften in Ostrava ging er als klarer Favorit an den Start. Im Finale leistete er sich zwei Fehlversuche, bevor er mit einem Stoß auf 19,79 m das vorzeitige Aus vermied. Im fünften Versuch steigerte er sich auf 20,45 m. Damit gewann Storl den Wettkampf mit mehr als einem Meter Vorsprung und verbesserte den Meisterschaftsrekord um einen Zentimeter. Eine Woche später siegte er bei den Deutschen Meisterschaften in Kassel mit 20,35 m.

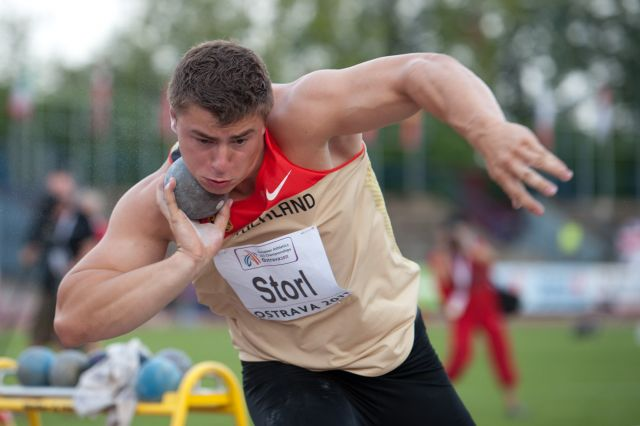
David Storl 2011 bei den U23-Europameisterschaften in Ostrava

Anfang August steigerte Storl beim Meeting Weltklasse hinterm Deich in Cuxhaven seine persönliche Bestleistung auf 21,05 m. Damit erzielte er einen Europarekord der Altersklasse U23. Leistungen in dieser Altersklasse werden den zuständigen Gremien allerdings nur unregelmäßig zur Ratifizierung vorgelegt. Daher rangierte Storl mit seinem Stoß tatsächlich nur auf dem zehnten Rang der Bestenliste. Die inoffizielle Bestleistung in dieser Altersklasse hielt zu diesem Zeitpunkt noch Ulf Timmermann mit 21,75 m, erzielt 1984 in Potsdam.
Bei den Weltmeisterschaften 2011 in Daegu gelangen Storl erneut mehrere Bestleistungen. Mit 21,50 m, dem weitesten Stoß aller Teilnehmer in der Qualifikationsrunde, zog er in das Finale ein. Dort übernahm er mit 21,60 m im zweiten Versuch die Führung, bevor der Kanadier Dylan Armstrong ihn im vierten Durchgang mit 21,64 m auf den zweiten Rang verdrängte. Mit seinem sechsten und letzten Versuch konnte Storl mit 21,78 m wieder an Armstrong vorbeiziehen und sicherte sich so die Goldmedaille. Damit ließ er alle sieben Athleten hinter sich, die vor dem Finale in der Weltjahresbestenliste vor ihm gelegen hatten, darunter die vier ehemaligen Weltmeister Andrej Michnewitsch, Adam Nelson, Reese Hoffa und Christian Cantwell. Im Verlauf der Weltmeisterschaften steigerte er seine Bestleistung um insgesamt 73 Zentimeter. In der ewigen deutschen Bestenliste kletterte er vom 13. auf den dritten Rang. Nur Ulf Timmermann (23,06 m) und Udo Beyer (22,64 m) hatten die Kugel schon weiter gestoßen. In der Altersklasse U23 übertraf Storl nun beide endgültig.
Eine Woche später unterlag Storl beim Kugelstoßwettbewerb im Rahmen des Weltklasse Zürich den Weltmeisterschaftsteilnehmern Armstrong, Ryan Whiting, Hoffa und Majewski. Mit 21,23 m und 40 Zentimeter Rückstand auf den Sieger belegte er den fünften Rang. Alle seine vier gültigen Versuche gingen über 21 Meter. Auch vier Tage später beim ISTAF in Berlin kam er mit 20,64 m nicht über den fünften Platz hinaus. Beim DecaNation reichten ihm 20,30 m zum Sieg.

### Olympiasaison 2012 und zweiter Weltmeistertitel 2013

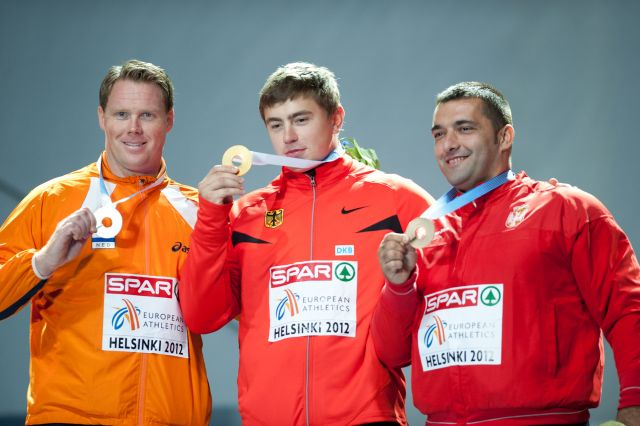
Europameister David Storl 2012 mit Rutger Smith (links) und Asmir Kolašinac (rechts)

Die Saison 2012 eröffnete Storl mit einem Sieg in Nordhausen, bei dem er seine Hallenbestleistung um fast einen halben Meter auf 21,24 m steigerte. Bei den Deutschen Hallenmeisterschaften in Karlsruhe verteidigte er seinen Titel mit einer neuen persönlichen Bestleistung von 21,40 m erfolgreich. Damit verdrängte er auch den Polen Tomasz Majewski vom ersten Rang der europäischen Jahresbestenliste. Bei den Hallenweltmeisterschaften in Istanbul steigerte sich Storl in der Qualifikation zunächst auf 21,43 m. Im hochklassigen Finale ging er im ersten Versuch mit 21,88 m in Führung, bevor ihn der US-Amerikaner Ryan Whiting mit 22,00 m im fünften Versuch noch auf den zweiten Rang verwies.
Die Freiluftsaison eröffnete Storl mit einem knappen Sieg über Tomasz Majewski bei den Halleschen Werfertagen. In seinen folgenden Wettkämpfen blieb er hinter den Erwartungen zurück. Auch bei den Deutschen Meisterschaften in Bochum-Wattenscheid blieb er unter der 21-Meter-Marke. Mit einer Weite von 20,96 m verteidigte er seinen Titel erfolgreich. Auch weil mit Tomasz Majewski und Maxim Sidorow seine beiden stärksten Konkurrenten auf eine Teilnahme verzichteten, ging Storl bei den Europameisterschaften in Helsinki als klarer Favorit an den Start. Mit einer Weite von 21,58 m feierte er einen ungefährdeten Sieg. Bei den Olympischen Spielen in London steigerte er seine persönliche Bestleistung auf 21,86 m und gewann damit hinter Majewski die Silbermedaille.
Bei den folgenden Weltmeisterschaften 2013 in Moskau konnte Storl mit einer Weite von 21,73 m seinen Titel verteidigen. Dabei steigerte er seine Saisonbestleistung um fast 70 Zentimeter.

### Seit 2014
Am 27. Juni 2014 verbesserte er beim Schönebecker Werfermeeting seine Bestweite auf 21,90 m, und am 20. Juli 2014 in London um weitere sieben Zentimeter auf 21,97 m. Bei den Europameisterschaften 2014 in Zürich verteidigte er trotz Problemen an der Patellasehne den Titel mit 21,41 m.
Am 9. Juli 2015 übertraf Storl beim Diamond-League-Meeting in Lausanne mit 22,20 m zum ersten Mal die 22-Meter-Marke. Bei den Weltmeisterschaften 2015 in Peking musste er sich dem Weltjahresbesten Joe Kovacs geschlagen geben und gewann die Silbermedaille. In Amsterdam wurde Storl 2016 zum dritten Mal in Folge Europameister.
2017 wurde Storl im nordfranzösischen Lille Team-Europameister, beim Kugelstoßen belegte er den 2. Platz. Bei den Deutschen Meisterschaften holte er sich mit 20,98 m den Titel. Bei den Weltmeisterschaften 2017 in London erreichte er im Finale nur Platz zehn. Kurz nach den Weltmeisterschaften trennte sich Storl von seinem langjährigen Trainer Sven Lang und wird seitdem von Wilko Schaa trainiert.
2018 verteidigte Storl bei den Deutschen Hallenmeisterschaften in Dortmund seinen Titel mit Saisonbestleistung von 21,40 m erfolgreich und holte sich in Birmingham mit 21,44 m zum dritten Mal Silber bei Hallenweltmeisterschaften. Bei den Europameisterschaften 2018 in Berlin gewann er nach drei Titeln in Folge diesmal die Bronzemedaille.
Bei den deutschen Meisterschaften 2022 gewann Storl mit Saisonbestleistung von 20,32 m, verpasste mit dieser Weite jedoch deutlich die Norm für die Weltmeisterschaften 2022 in Eugene, Oregon und die Europameisterschaften 2022 in München.
Nach einer knapp zweijährigen verletzungsbedingten Pause erklärte er Mitte Februar 2024 seinen Rücktritt vom Leistungssport.

## Technik
Storl stieß in der Angleittechnik. Er war leichter als viele seiner direkten Konkurrenten und erreichte deutlich geringere Maximalkraftwerte. Nach seinem zweiten Platz bei den Hallenweltmeisterschaften 2012 erklärte Storl: „Ich komme bei den Kniebeugen auf 230 Kilogramm und im Bankdrücken auf 190. Es gibt Kugelstoßer, die schaffen 60 Kilo mehr.“ Diese vordergründigen Nachteile kompensierte er durch seine Schnelligkeit und seine hervorragende Technik. Bei den Bewegungsabläufen kam ihm seine vielseitige Ausbildung als Mehrkämpfer zugute. Der frühere Weltmeister Adam Nelson sagte über ihn: „Ich habe noch nie jemanden gesehen, der beim Angleiten seinen rechten Fuß so schnell unter den Körper bringt wie Storl.“

## Ehrungen
Dreimal – 2007, 2008 und 2009 – wurde David Storl mit dem Chemmy als bester Nachwuchssportler von Chemnitz ausgezeichnet, 2011, 2012 und  2013 erhielt er die Auszeichnung als bester Sportler des Jahres. 2011 kürte ihn der Europäische Leichtathletik-Verband EAA zum European Athletics Rising Star und der DLV zu Deutschlands Leichtathlet des Jahres. Außerdem wurde er als Sachsens Sportler des Jahres 2011, 2012 und 2013 geehrt.
Das Silberne Lorbeerblatt, mit dem alle Medaillengewinner der Olympiamannschaft geehrt werden, wurde ihm verweigert, da er, wie im November 2012 bekannt wurde, im Frühjahr 2011 mit einem Luftgewehr auf einen Hund geschossen hatte.

## Erfolge

### Erwachsenenbereich
- Olympische Spiele: Silbermedaille 2012, 7. Platz 2016
- Weltmeisterschaften: 1. Platz 2011 und 2013, 2. Platz 2015, Teilnahme 2009 und 2017
- Hallenweltmeisterschaften: 2. Platz 2012, 2014 und 2018, 7. Platz 2010
- Continental-Cup: 1. Platz 2014
- Europameisterschaften: 1. Platz 2012, 2014 und 2016, 3. Platz 2018, 5. Platz 2010
- Halleneuropameisterschaften: 1. Platz 2015, 2. Platz 2011 und 2019
- Team-Europameisterschaft: 1. Platz 2011, 2013, 2014 und 2015, 2. Platz 2017
- Deutsche Meisterschaften: 1. Platz 2011, 2012, 2013, 2014, 2015, 2016, 2017, 2018 und 2022, 2. Platz 2010, 3. Platz 2009 und 2019
- Deutsche Hallenmeisterschaften: 1. Platz 2011, 2012, 2014, 2015, 2017, 2018, 2019, 2020 und 2021, 2. Platz 2010

### Jugend- und Juniorenbereich
- Juniorenweltmeisterschaften: 1. Platz 2008
- Junioreneuropameisterschaften: 1. Platz 2009
- U23-Europameisterschaften: 1. Platz 2011
- Jugendweltmeisterschaften: 1. Platz 2007
- Deutsche Juniorenmeisterschaften: 1. Platz 2008, 2009, 2010 und 2011
- Deutsche Jugendhallenmeisterschaften: 1. Platz 2007, 2008 und 2009
- Deutsche B-Jugendmeisterschaften: 1. Platz 2007

## Bestleistungen
- Kugelstoßen (Freiluft): 22,20 m, 9. Juli 2015, Lausanne
- Kugelstoßen (Halle): 21,88 m, 9. März 2012, Istanbul

### Leistungsentwicklung
| Datum             | Weite (m) | Ort            | Veranstaltung                          | Anmerkungen        |
| ----------------- | --------- | -------------- | -------------------------------------- | ------------------ |
| 26. Juli 2008     | 18,46     | Recklinghausen | Deutsche Juniorenmeisterschaften       |                    |
| 7. Februar 2009   | 19,48     | München        | Internationales Münchner Hallenmeeting |                    |
| 21. Juni 2009     | 20,16     | Kamenz         | Sächsische Landesmeisterschaften       |                    |
| 6. Juli 2009      | 20,29     | Gerlingen      | Kugelstoß-Meeting                      |                    |
| 6. Juli 2009      | 20,43     | Gerlingen      | Kugelstoß-Meeting                      | Juniorenweltrekord |
| 27. Februar 2010  | 20,77     | Karlsruhe      | Deutsche Hallenmeisterschaften         |                    |
| 29. Mai 2010      | 20,77     | Chemnitz       | Sachsenmeeting                         |                    |
| 28. Mai 2011      | 20,85     | Neubrandenburg | DKB-Meeting                            |                    |
| 11. Juni 2011     | 21,03     | Göteborg       | Folksam Grand Prix                     |                    |
| 9. August 2011    | 21,05     | Cuxhaven       | Weltklasse hinterm Deich               | U23-Europarekord   |
| 1. September 2011 | 21,50     | Daegu          | Weltmeisterschaften (Qualifikation)    |                    |
| 2. September 2011 | 21,60     | Daegu          | Weltmeisterschaften                    |                    |
| 2. September 2011 | 21,78     | Daegu          | Weltmeisterschaften                    |                    |
| 9. März 2012      | 21,88     | Istanbul       | Hallenweltmeisterschaften              |                    |
| 27. Juni 2014     | 21,90     | Schönebeck     | Schönebecker SoleCup                   |                    |
| 20. Juli 2014     | 21,97     | London         | Anniversary Cup                        |                    |
| 9. Juli 2015      | 22,20     | Lausanne       | Diamond-League-Meeting                 |                    |

Die obige Auflistung enthält ausschließlich Leistungen mit der 7,26-kg-Kugel.

### Rekorde
| Datum         | Weite (m) | Ort       | Veranstaltung               | Rekord                               | Geräte- gewicht (kg) |
| ------------- | --------- | --------- | --------------------------- | ------------------------------------ | -------------------- |
| 11. Juli 2007 | 21,40     | Ostrau    | Jugendweltmeisterschaften   | Deutscher Jugendrekord               | 5                    |
| 13. Juni 2009 | 22,18     | Mannheim  | DLV-Juniorengala            | Juniorenweltrekord, Jugendweltrekord | 6                    |
| 13. Juni 2009 | 22,34     | Mannheim  | DLV-Juniorengala            | Juniorenweltrekord, Jugendweltrekord | 6                    |
| 6. Juli 2009  | 20,43     | Gerlingen | Kugelstoß-Meeting           | Juniorenweltrekord                   | 7,26                 |
| 14. Juli 2009 | 22,73     | Osterode  | Nationales Volksbankmeeting | Juniorenweltrekord                   | 6                    |

## Privates

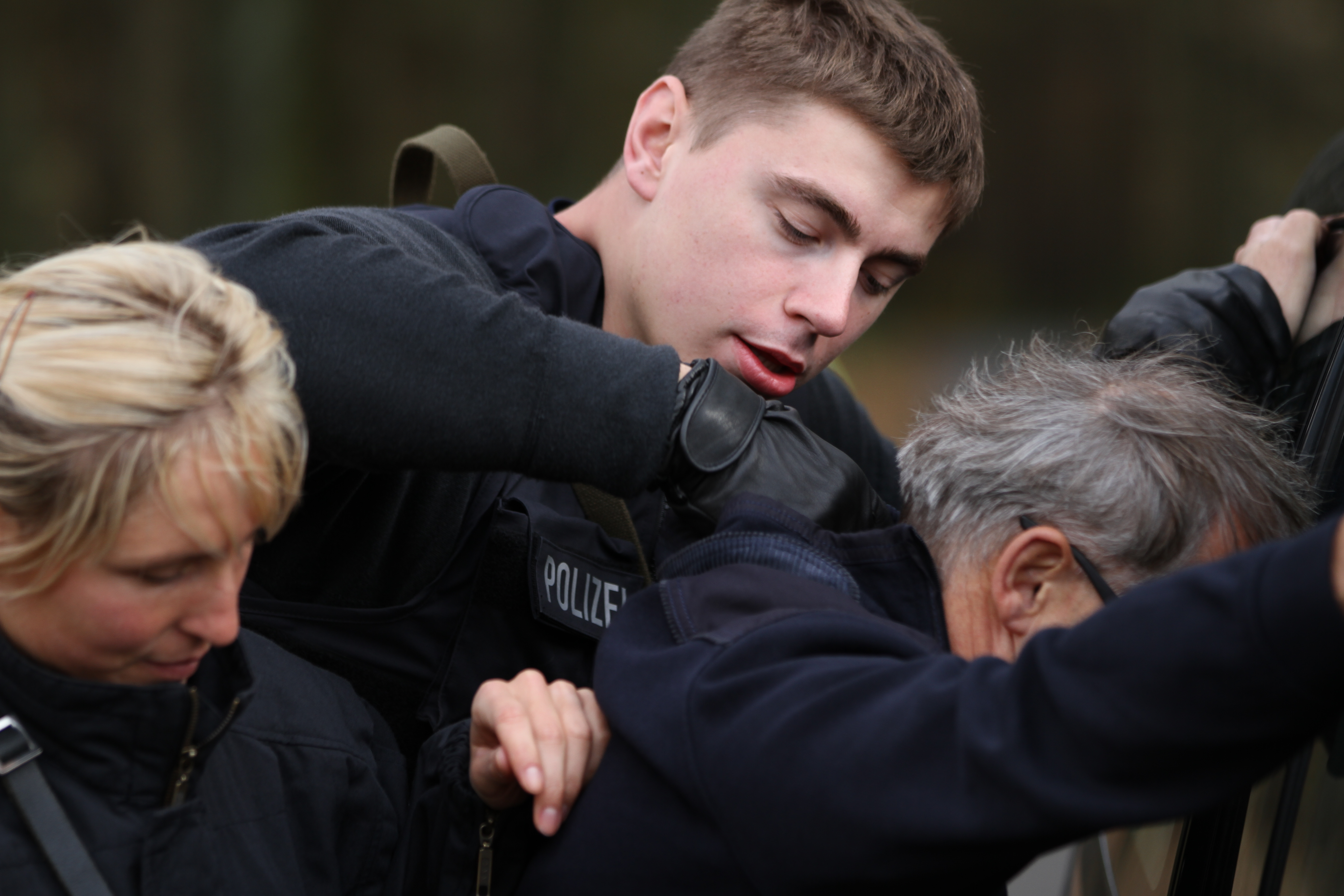
David Storl und seine ehemalige Lebensgefährtin Carolin Leonhardt bei der Polizeiausbildung in der Bundespolizeisportschule Kienbaum

Von 2012 bis 2015 war Storl mit der Kanutin und Olympiasiegerin 2004 Carolin Leonhardt liiert. Mit Marie Richter, die er im April 2018 heiratete, hat er zwei Söhne.